# トゥー・ハーツ・ビート・アズ・ワン
「トゥー・ハーツ・ビート・アズ・ワン」（Two Hearts Beat as One）はU2のサードアルバム『WAR(闘)』からの2ndシングルで、UK、US、オーストラリア、日本のみでリリースされた。またヨーロッパのみでリリースされた「Sunday Bloody Sunday」のシングルのB面にも収録されている。

## 解説
ハネムーン中にボノが作った。この時期のU2にしては珍しいストレートなラブソング。歌詞に「I can't stop the dance」という一節があり、リミックスも作られたことからダンスミュージックを意識しているようだが、ビル・グラハムも言っているように、その意味ではあまり上手くいっていない。「Songs Of Innocence」のデラックス・エディションに収録されている「The Crystal Ballroom」がこの曲の完成形のように聞こえる。
WarツアーとThe Unforgettable Fireツアーではセトリに入っていたが、1989年12月27日のPoint Depotにおけるダブリン公演以来、ライブでも演奏されていないので影が薄い曲であるが、疾走感のある佳曲である。

## B面

### Endless Deep
ボノとアダムの不在中、エッジとラリーで作った曲。U2の曲で唯一アダムのヴォーカルがフィーチャーされている。
「War」のデラックス・エディション収録。

## PV
監督はメイアート・エイヴィス、ロケ地はパリのモンマルトル。「Boy」と「War」のジャケットの表紙を飾ったピーター・ローウェンが出演している。このPVは商業リリースされていない。

## カバー
- List of covers of U2 songs – Two Hearts Beat as One
  - Ra Ra Riot（14）